# Bannur, Shiggaon
Bannur là một làng thuộc tehsil Shiggaon, huyện Haveri, bang Karnataka, Ấn Độ.